# Keresztcsőrű
A keresztcsőrű, más néven kis keresztcsőrű, illetve piros keresztcsőrű (Loxia curvirostra) a madarak osztályának verébalakúak (Passeriformes) rendjébe és a pintyfélék (Fringillidae) családjába tartozó faj.

## Előfordulása
Európa, Ázsia és Észak-Amerika területén honos. Lucfenyvesek, fenyő- és elegyes erdők lakója. Rövidtávú vonuló, telelni olyan vidékre vonul, ahol érő fenyőmagvakat talál.

### A Kárpát-medencében
Magyarországon kis számban, de rendszeresen fészkel, általában februárban.

## Alfajai
- Loxia curvirostra curvirostra
- Loxia curvirostra bendirei
- Loxia curvirostra benti
- Loxia curvirostra grinnelli
- Loxia curvirostra minor
- Loxia curvirostra pusilla
- Loxia curvirostra sitkensis
- Loxia curvirostra stricklandi

## Megjelenése
Hossza 16–17 centiméter, szárnyfesztávolsága 27–31 centiméter, testtömege pedig 35–50 gramm. A hím téglavörös, a tojó olajzöld, farkcsíkja sárga. Nevét jellegzetesen keresztbe álló csőréről kapta, ami az étkezésében játszik szerepet.
|  |  |

## Életmódja, élőhelye
Kisebb-nagyobb csapatban a fákon keresgéli magokból és rügyekből álló táplálékát. Specializálódott csőrével szétfeszíti a tobozokat és elszarusodott nyelvével kiszemezgeti a magokat.

### Szaporodása

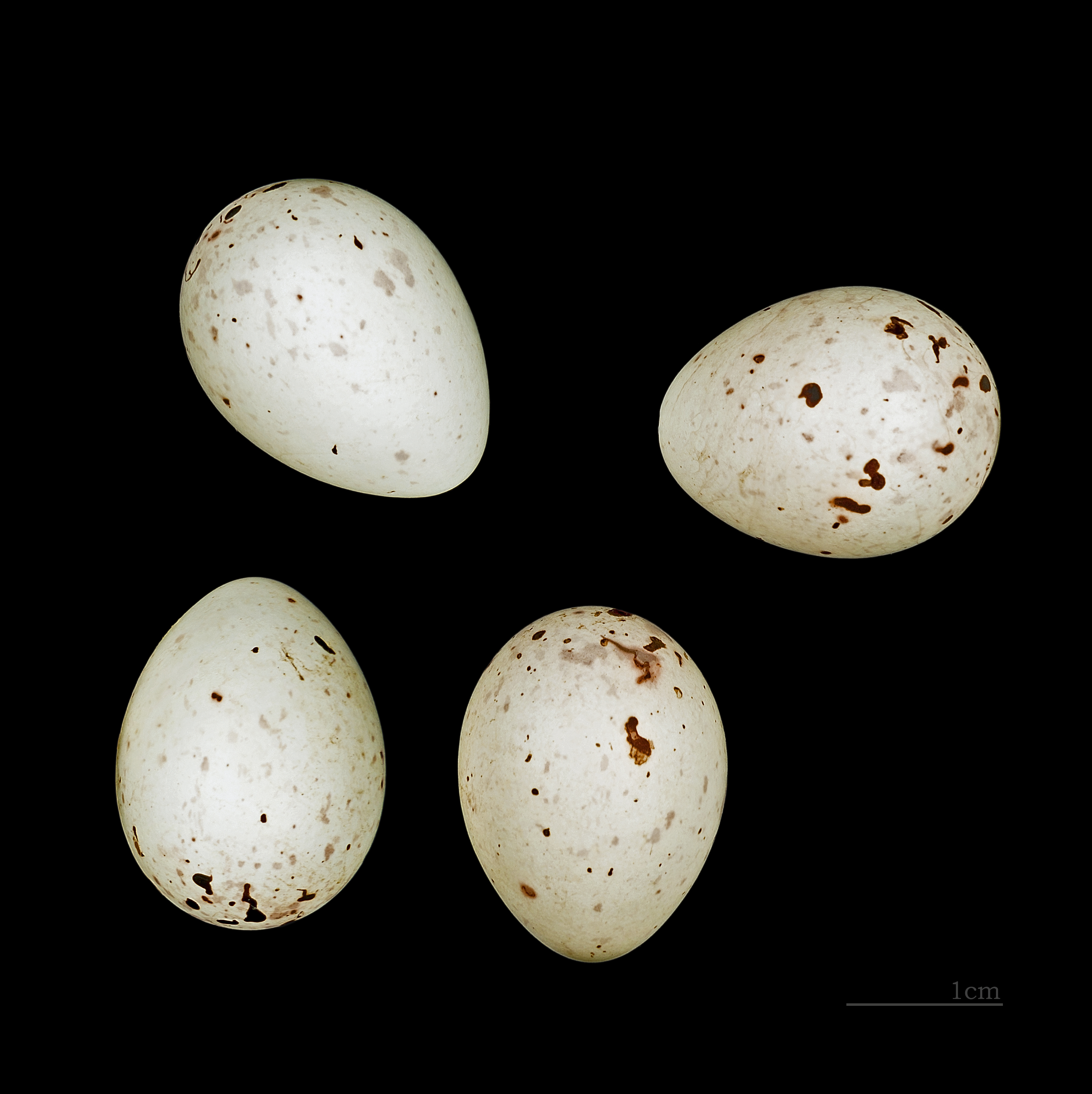
Loxia curvirostra

Bármely évszakban költhet, a legjellemzőbb időszak március. Fészkét a fára építi, gallyak, fűszálak felhasználásával, és mohával béleli ki. Fészekalja 3-4 tojásból áll, melyen a tojó költ 13-14 napig és a hím eteti őket. A szülők a fiókákat addig táplálják, míg a csőrük nem erősödik meg annyira, hogy a toboz pikkelyeit önállóan is szét tudják nyitni.

## Védettsége
A széles körben elterjedt faj kilátásait a Természetvédelmi Világszövetség jónak értékeli. Európai állománya stabil. Magyarországon védett, természetvédelmi értéke 25 000 forint.